# Djalma Santos
Dejalma Pereira Dias dos Santos (São Paulo, 27 de fevereiro de 1929 – Uberaba, 23 de julho de 2013), mais conhecido como Djalma Santos, foi um futebolista brasileiro que atuou como lateral-direito. Em 1997 e 2000, foi eleito pela FIFA como o maior de todos os tempos na sua posição.
Ídolo do Palmeiras, onde jogou 498 jogos durante nove anos e conquistou vários títulos, da Portuguesa, onde despontou no futebol profissional e disputou 510 partidas, e do Atlético Paranaense, onde encerrou a carreira, Djalma Santos foi eleito o maior lateral-direito da história do futebol pela FIFA, por especialistas, enquetes, jornais, revistas e meios de comunicação do mundo todo, como por exemplo: a revista Placar em 1981; a revista Venerdì, 1997; a Tarde Newspaper (2004); e novamente na revista Placar em sua última pesquisa.
Disputou 100 partidas pela Seleção Brasileira, tendo participado das Copas do Mundo de 1954, 1958, 1962 e 1966. Ele e Pelé são os únicos a iniciarem pelo menos uma partida como titular da Seleção Brasileira em quatro Mundiais. Ao lado dos alemães Franz Beckenbauer e Philipp Lahm, é um dos três únicos jogadores a serem escolhidos três vezes como o melhor da sua posição em Copas do Mundo. Também foi eleito para o All-Star Team da Copa do Mundo da FIFA em 1954, 1958 e 1962.
Djalma Santos, que terminou a carreira sem ter sido expulso uma única vez, posteriormente trabalhou como treinador e comandou o Vitória.

## Biografia

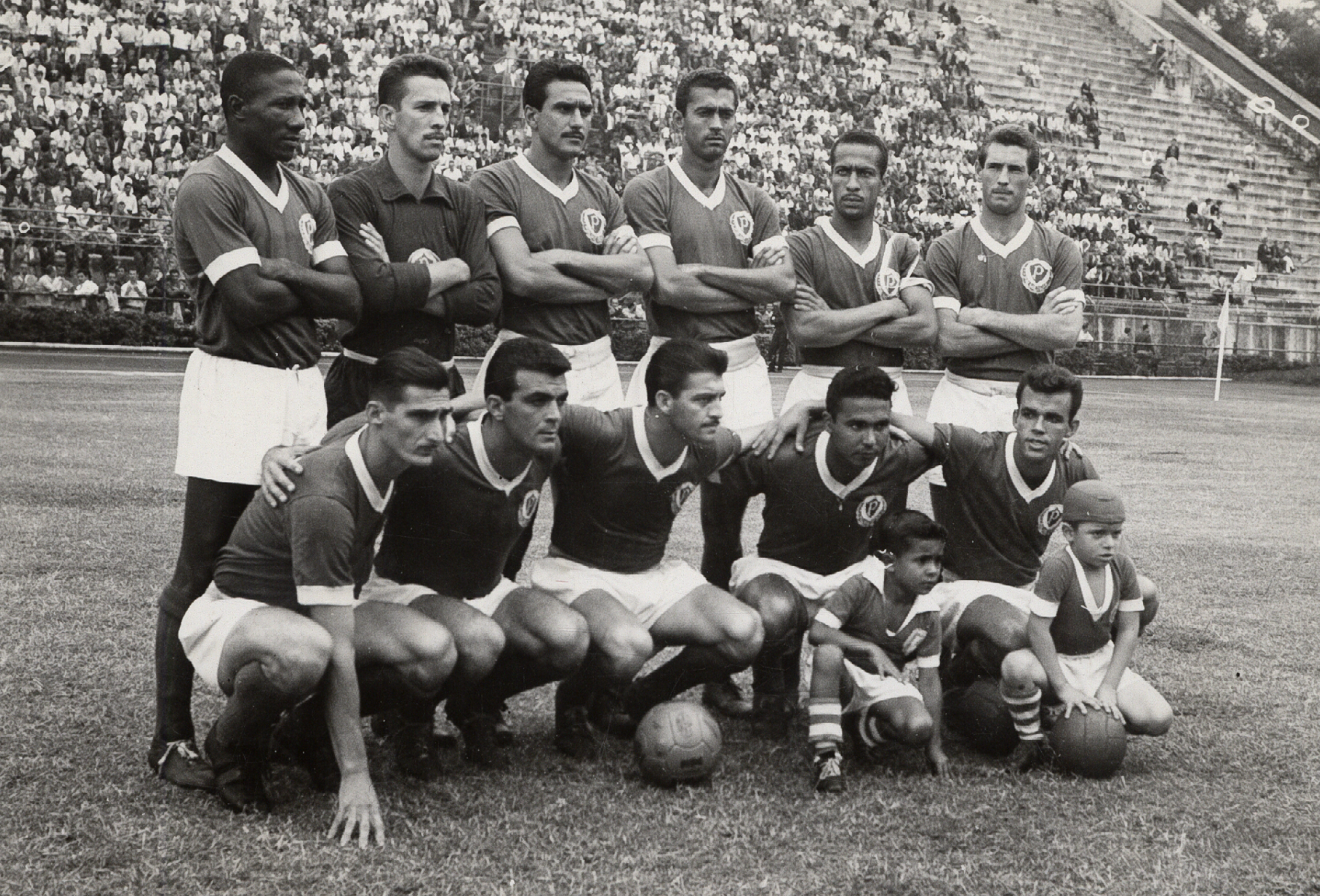
Equipe do Palmeiras em 1960

Djalma fez história nos três grandes clubes por onde passou. Jogador exemplar, jamais foi expulso de campo. Fez parte de uma das melhores equipes da Portuguesa em todos os tempos, onde ao lado de jogadores como Pinga, Julinho Botelho e Brandãozinho conquistou o Torneio Rio-São Paulo em 1952 e 1955 e a Fita Azul em 1951, 1953 e 1954. É o segundo maior recordista de jogos disputados pelo clube, 434 no total, entre os anos de 1949 e 1958, ficando atrás apenas de Capitão, com 496 partidas.
Em 1956, o jornal The Times descreveu: "Certamente não existe melhor lateral direito no mundo hoje em dia do que Djalma Santos. Seu controle de bola e a maneira como o utilizam corresponde a tudo que um atacante pode fazer". Ao lado do argentino Néstor Rossi, foi o único jogador eleito de forma unanime para a seleção do Campeonato Sul-Americano de Futebol de 1957.
Na final da Copa do Mundo de 1958 entre a Seleção Brasileira e a Suécia, entrou no lugar do titular De Sordi, que foi considerado, pelo médico-chefe da delegação brasileira, como "extremamente nervoso" para a partida. Em apenas noventa minutos foi eleito o melhor jogador da posição no Mundial, que foi o primeiro conquistado pelo Brasil em toda a história.
No Palmeiras, com 498 jogos, é o sétimo jogador que mais vestiu a camisa alviverde. Foi destaque da primeira Academia ao lado de craques como Ademir da Guia, Julinho Botelho, Djalma Dias e Vavá.
Foi no Palmeiras que conquistou o maior número de títulos de sua carreira: o Campeonato Paulista em 1959, 1963 e 1966; os Campeonatos Brasileiros de 1960, 1967 (Robertão) e 1967 (Taça Brasil). Além disso, venceu o Torneio Rio-São Paulo em 1965.
Em 1963, foi o único brasileiro a integrar a seleção da FIFA que enfrentou a Inglaterra em um amistoso no Estádio de Wembley, na Inglaterra.
Apesar de ter defendido apenas três clubes na carreira, Djalma Santos vestiu uma vez a camisa do São Paulo, mesmo pertencendo na época ao Palmeiras. No dia 9 de novembro de 1960, jogou como convidado nos festejos da inauguração do Estádio do Morumbi, na vitória sobre o Nacional do Uruguai, por 3 a 0, com gols de Canhoteiro e Gino.
O lateral-direito havia sido convidado com Almir Pernambuquinho e Julinho Botelho para fazer parte do time e essa foi a forma encontrada para apresentar o recém-construído Morumbi aos torcedores dos outros clubes da capital paulista. Pelé também havia sido convidado, mas não pode jogar.
Pelo Atlético Paranaense ele jogou até os 42 anos de idade, outra marca pouco comum para jogadores de futebol. Após parar de jogar, Djalma se tornou treinador e teve como primeiro desafio comandar o time do Vitória no início da década de 1970.
Uma jogada que sempre fazia era a forte cobrança do arremesso lateral, jogando a bola sempre dentro da área adversária.
Em 31 de agosto de 2010, foi agraciado pelo Governo do Estado de São Paulo com o oficialato da Ordem do Ipiranga.

### Morte
Djalma Santos morreu em Uberaba, Minas Gerais, aos 84 anos de idade, decorrente de parada cardiorrespiratória. Foi sepultado no Cemitério São João Batista em Uberaba.

## Títulos
Portuguesa

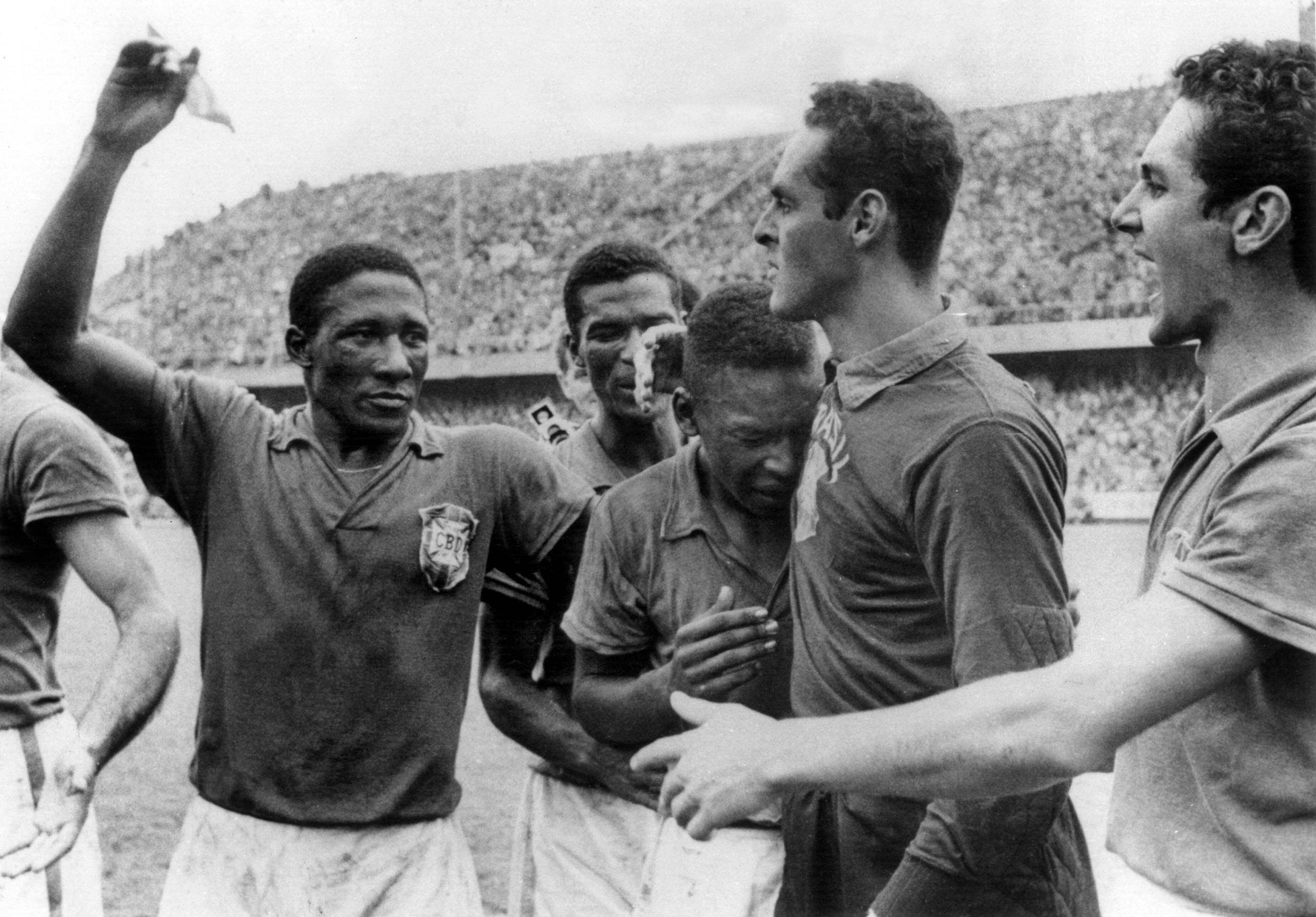
Ao lado de Pelé e Gilmar, Djalma Santos comemora o título de campeão da Seleção Brasileira na Copa da Suécia em 1958

- Fita Azul Internacional: 1951, 1953 e 1954
- Torneio Rio-São Paulo: 1952 e 1955

Palmeiras
- Campeonato Paulista: 1959, 1963 e 1966
- Campeonato Brasileiro: 1960, 1967 (Robertão) e 1967 (Taça Brasil)
- Torneio Rio-São Paulo: 1965

Atlético Paranaense
- Campeonato Paranaense: 1970

Seleção Brasileira
- Campeonato Panamericano: 1952
- Copa do Mundo FIFA: 1958 e 1962

### Prêmios individuais
- Seleção da Copa do Mundo FIFA (All-Star Team FIFA): 1954, 1958, 1962
- Seleção de Futebol do Século XX (revista Placar): 1981
- Seleção de Todos os Tempos da Copa do Mundo FIFA
- Melhor time de todas as Copas: 1994
- Revista Venerdì - 100 Magnifici: 1997
- Troféu Belfort Duarte
- FIFA 100
- Seleção Brasileira de Todos os Tempos pela IFFHS (Time B): 2021[19]